# Роз-Бланш-Гарбор-ле-Ку
Роз-Бланш-Гарбор-ле-Ку (англ. Rose Blanche-Harbour le Cou) — містечко в Канаді, у провінції Ньюфаундленд і Лабрадор.

## Населення
За даними перепису 2016 року, містечко нараховувало 394 особи, показавши скорочення на 13,4%, порівняно з 2011-м роком. Середня густина населення становила 88,6 осіб/км².
З офіційних мов обидвома одночасно не володів жоден з жителів, тільки англійською — 395.
Працездатне населення становило 52,2% усього населення, рівень безробіття — 51,4% (45% серед чоловіків та 64,3% серед жінок). 91,4% осіб були найманими працівниками, а 5,7% — самозайнятими.

## Клімат
Середня річна температура становить 4,7°C, середня максимальна – 19°C, а середня мінімальна – -11,2°C. Середня річна кількість опадів – 1 653 мм.
| Клімат поселення                              | Клімат поселення | Клімат поселення | Клімат поселення | Клімат поселення | Клімат поселення | Клімат поселення | Клімат поселення | Клімат поселення | Клімат поселення | Клімат поселення | Клімат поселення | Клімат поселення | Клімат поселення |
| Показник                                      | Січ.             | Лют.             | Бер.             | Квіт.            | Трав.            | Черв.            | Лип.             | Серп.            | Вер.             | Жовт.            | Лист.            | Груд.            |                  |
| Середній максимум, °C                         | −1,09            | −1,79            | 1,36             | 6,04             | 11,84            | 16,99            | 18,78            | 19,00            | 15,70            | 10,41            | 5,64             | 0,30             |                  |
| Середня температура, °C                       | −5,79            | −6,46            | −3,3             | 1,36             | 7,15             | 12,29            | 15,64            | 15,86            | 12,56            | 7,30             | 2,49             | −2,84            |                  |
| Середній мінімум, °C                          | −10,47           | −11,16           | −7,99            | −3,33            | 2,49             | 7,61             | 12,51            | 12,72            | 9,43             | 4,16             | −0,64            | −5,98            |                  |
| Норма опадів, мм                              | 161              | 133              | 125              | 138              | 119              | 118              | 123              | 121              | 138              | 148              | 157              | 172              |                  |
| Середньомісячна швидкість вітру, м/с          | 7.88             | 7.36             | 6.70             | 6.10             | 5.35             | 4.86             | 4.50             | 4.55             | 5.16             | 5.96             | 6.74             | 7.64             |                  |
| Середньомісячна сонячна радіація, кДж/м²·день | 3917             | 7003             | 11191            | 14515            | 17900            | 19445            | 18830            | 16369            | 12310            | 7564             | 4200             | 3036             |                  |
| --------------------------------------------- | ---------------- | ---------------- | ---------------- | ---------------- | ---------------- | ---------------- | ---------------- | ---------------- | ---------------- | ---------------- | ---------------- | ---------------- | ---------------- |
| Джерело:                                      |                  |                  |                  |                  |                  |                  |                  |                  |                  |                  |                  |                  |                  |